# Heber City
Heber City ist ein Ort und County Seat des Wasatch County im Bundesstaat Utah. Das U.S. Census Bureau ermittelte bei der Volkszählung 2020 eine Einwohnerzahl von 16.856.

## Geographie
Der Ort bedeckt eine Fläche von 8,9 km² (3,5 mi²) und ist von drei großen Stauseen umgeben. Jordanelle, Deer Creek und Strawberry.

## Geschichte
Heber City wurde von englischen Emigranten der Mormonenkirche im Jahre 1840 gegründet. Namensgeber war der Apostel Heber C. Kimball.

## Demographie
Am 1. Juli 2018 lebten in Heber City 16.400 Menschen (Schätzung des US Census Bureau).
Altersstruktur
| Alter     | Anteil  |
| --------- | ------- |
| unter 18  | 35,20 % |
| 18 bis 24 | 10,40 % |
| 25 bis 44 | 31,10 % |
| 45 bis 64 | 14,70 % |
| über 65   | 8,60 %  |

Das durchschnittliche Alter beträgt 28 Jahre.

## Nachweise
1. ↑  www.heberut.gov. (abgerufen am 25. April 2024).
2. ↑  US Census Bureau: Search Results Total Population in Heber city, Utah. Abgerufen am 25. April 2024 (amerikanisches Englisch).
3. ↑  United States Census Bureau: Census of Population and Housing. Archiviert vom Original am 26. April 2015; abgerufen am 17. Oktober 2014 (englisch).
4. ↑  US Census Bureau: 2018 Population Estimates – Heber City, Utah (Memento vom 21. Juli 2011 im Internet Archive)